# Nicolás Almagro
Nicolás Almagro Sánchez (* 21. August 1985 in Murcia) ist ein ehemaliger spanischer Tennisspieler. Er galt als Sandplatzspezialist: Alle 23 Einzelfinals, die er auf der ATP World Tour erreichte, fanden auf Sand statt. Insgesamt gewann er 13 ATP-Titel. Dreimal – 2008, 2010 und 2012 – erreichte er bei den French Open das Viertelfinale, wo er jedes Mal gegen den späteren Turniersieger Rafael Nadal verlor. Bei den Australian Open erreichte er 2013 einmal die Runde der letzten 8.

## Karriere

### Erste Jahre als Profi (2003–2005)
2003 wurde Almagro Profi, nachdem er im selben Jahr bei den Junioren im Halbfinale der French Open im Halbfinale stand, wo er dem späteren Turniersieger Stan Wawrinka unterlag. Sein bestes Junior-Ranking war der 18. Rang. Innerhalb weniger Monate bei den Profis schaffte er den Sprung von der ITF Future Tour auf die nächsthöhere ATP Challenger Tour, indem er sechs Futures gewann. Bei seinem erst zweiten Challenger-Turnier in Olbia holte er auf Anhieb den Titel. In Palermo spielte er zudem sein erstes Match auf der ATP World Tour gegen Àlex Corretja, das er gewann. Sein erstes Profijahr beendete er auf Rang 153 der Weltrangliste. 2004 holte er einen weiteren Future-Titel und etablierte sich dank dreier Titel bei Challengers endgültig in den Top 150 der Welt. Neben einigen Teilnahmen an World-Tour-Events kam er in Roland Garros 2004 zu seinem ersten Hauptfeldeinsatz bei einem Grand-Slam-Turnier, wo er gegen Gustavo Kuerten in fünf Sätzen knapp verlor. 2005 schlug er beim Masters-Turnier in Rom mit der früheren Nr. 1 Marat Safin erstmals einen Top-10-Spieler. Er gewann bei den Mittelmeerspielen die Goldmedaille. Er spielte die meiste Zeit des Jahres auf der World Tour und erreichte auf dieser drei Viertelfinals. Dennoch verlor er in der Rangliste ein paar Plätze im Vergleich zum Vorjahr.

### Etablierung in den Top 30 (2006–2008)
2006 wurde das Durchbruchjahr von Almagro. Nach einem moderaten Start ins Jahr erreichte er beim Turnier in Acapulco sein erstes ATP-Halbfinale. In Valencia schaffte er als Qualifikant gestartet sogar den Titel zu gewinnen. Auf den Weg dorthin hatte er erneut Marat Safin sowie den früheren French-Open-Sieger und ehemalige Nr. 1 der Welt, Juan Carlos Ferrero geschlagen. Im selben Jahr erreichte der Spanier das Halbfinale von Barcelona sowie das Viertelfinale des Masters in Rom, wo er dem Weltranglistenersten Roger Federer knapp in drei Sätzen unterlag. Als Mitfavorit gehandelt, unterlag Almagro in der zweiten Runde der French Open dann überraschend James Blake. Abseits des Sandes konnte Almagro bis Ende des Jahres weniger Erfolge feiern. Am Jahresende stand er auf Platz 33.
Am 26. Februar 2007 stand Almagro auf Platz 28 der Weltrangliste – seine bis dahin höchste Platzierung. Im selben Jahr gewann der Spanier erneut das Turnier von Valencia. Im Finale schlug er den Italiener Potito Starace mit 4:6, 6:2 und 6:1. Darüber hinaus stand er im Finale des schwedischen Båstad, wo er David Ferrer unterlag. Bei den US Open zog er erstmals in die dritte Runde ein.
Nachdem Almagro im Februar 2008 das Turnier in Costa do Sauípe gewonnen hatte, gewann er eine Woche später das ATP-500-Turnier in Acapulco gegen David Nalbandian. Bei seinem dritten Finaleinzug in Valencia in Folge verlor er erneut gegen David Ferrer. Bei den French Open spielte sich der Spanier bis ins Viertelfinale vor, wo er gegen Rafael Nadal bei nur drei Spielgewinnen chancenlos blieb. Auf dem Weg dorthin gewann er u. a. gegen Andy Murray. Im gesamten Turnierverlauf hatte er mit 78 Assen mehr als jeder andere Spieler dieses Jahres geschlagen. Nach dem Turnier war er mit Platz 12 auf einem neuen Karrierehoch.

### Erweiterte Weltspitze und Top 10 (2009–2013)
2009 konnte er den Titel in Acapulco verteidigen. Im Finale behielt er gegen Gaël Monfils die Überhand, gegen den er bei den Australian Open noch verloren hatte. Bei den Grand-Slams in diesem Jahr schaffte er jeweils die dritte Runde zu erreichen. Bis auf seinen Titel erreichte er bei keinem weiteren Turnier das Halbfinale, wodurch er in der Rangliste aus den Top 25 fiel.
2010 wurde ein erfolgreicheres Jahr. Im Juli 2010 errang er seinen sechsten und ATP-Titel. Im Finale des Turniers in Båstad gegen den schwedischen Titelverteidiger Robin Söderling behielt er in drei Sätzen mit 7:5, 3:6 und 6:2 die Überhand. Nur zwei Wochen später folgte in Gstaad durch einen Zweisatzsieg über Richard Gasquet der nächste Titel. Außerdem erreichte er gute Ergebnisse bei den Masters-Turnieren wie das Halbfinale in Madrid. Hier war wie wenig später im Viertelfinale von Roland Garros Nadal abermals Endstation, der beide Turniere letztlich auch gewann.
Auch im Jahr 2011 konnte Almagro wieder einen ATP-Titel gewinnen: Im Februar 2011 gewann er in Costa do Sauípe in zwei Sätzen gegen Oleksandr Dolhopolow und damit dort zum zweiten Mal nach 2008 den Titel. Nur eine Woche später folgte in Buenos Aires durch einen Dreisatzsieg über Juan Ignacio Chela der zweite Titel der Saison. In Acapulco hatte er dann die Chance, als erster Spieler überhaupt drei Turniere der „Golden Swing“ genannten südamerikanischen Turnierserie in einem Jahr zu gewinnen. Er verlor jedoch nach 13 Matchgewinnen in Folge im Finale gegen den Titelverteidiger David Ferrer, gegen den er nun schon zum dritten Mal ein Finale verloren hatte. Im Mai stand Almagro auf Platz 9 und damit so hoch wie nie in der Weltrangliste. In Nizza schaffte er das einzige Mal in seiner Karriere einen dritten Titel in einer Saison zu gewinnen. Im Finale schlug er Victor Hănescu. Bei den French Open flog der Spanier überraschend schon in der ersten Runde gegen den Polen Łukasz Kubot raus in fünf Sätzen aus dem Turnier. In Hamburg stand er noch ein fünftes Mal in diesem Jahr im Finale, doch verlor gegen Gilles Simon. Neben den fünf Finals stand er zudem vier weitere Male in einem ATP-Halbfinale. Als Weltranglisten-10. war er am Ende des Jahres 2. Ersatzspieler bei den ATP Finals, doch kam dort zu keinem Einsatz.
2012 begann Almagro mit einem Halbfinale in Chennai gefolgt vom Achtelfinaleinzug bei den Australian Open. Im Februar verteidigte er seinen Titel in São Paulo, ehe er in der Folgewoche in Buenos Aires gegen David Ferrer im Finale verlor. Eine Woche von der French Open spielte Almagro sich ohne Satzverlust zum Titel in Nizza, wo er gegen Überraschungsfinalist Brian Baker beim 6:3, 6:2 wenig Mühe hatte. In Paris hielt sich Almagro erneut schadlos. Bis zum Viertelfinale gewann er 12 Sätze in Folge ohne einmal in den Tie-Break zu müssen. Im Viertelfinale unterlag er dafür wie schon 2008 und 2010 genauso deutlich in drei Sätzen Nadal. Beim Sandplatzturnier in Båstad unterlag er zum fünften Mal in einem Finale gegen David Ferrer. Obgleich seiner Abneigung gegen Rasen, konnte der Spanier bei den Olympischen Spielen das Viertelfinale erreichen, wo er dem späteren Olympiasieger Andy Murray unterlag. Auch bei den US Open schaffte er durch den Achtelfinaleinzug sein bestes Ergebnis bei diesem Turnier.
Anfang 2013 überraschte Almagro auf Hartplatz, als er bei den Australian Open bis ins Viertelfinale marschierte, wo sein „Angstgegner“ David Ferrer ihn in fünf Sätzen erneut besiegte. Nach Halbfinals in Buenos Aires und Acapulco stand er in Houston und Barcelona jeweils im Finale, wo er John Isner und respektive Rafael Nadal jeweils glatt in zwei Sätzen unterlag. In Roland Garros war Tommy Robredo nach 2:0 Satzführung im Achtelfinale zu stark, in Wimbledon kam er zum vierten Mal nicht über die dritte Runde hinaus. Ende 2013 überraschte Almagro durch zwei Halbfinals bei ATP-500-Turnieren in Tokio und Valencia, die beide auf Hartplatz ausgetragen wurden. Das Jahr beendete er auf Rang 13 und damit zum vierten Mal in Folge in den Top 15 der Welt.

### Verletzungsprobleme, Rückfall in der Rangliste und Rücktritt(2013–2019)
Mit drei Halbfinals und dem Finaleinzug in Houston begann auch 2014 für Almagro standesgemäß. In Barcelona schaffte er das einzige Mal sich gegen die Nummer 1 Rafael Nadal durchzusetzen. In 16 Matches gelang ihm dies nur einmal. Dazu brach er die Serie Nadals von 41 Siegen auf Sand in Serie. Bei seinem Erstrundenmatch in Paris gegen Jack Sock musste der Spanier dann beim Stand von 0:5 im ersten Satz aufgeben. Die zugezogene Fußverletzung zwang ihn bis zum Ende des Jahres zu pausieren, sodass er in der Rangliste bis auf Platz 71 abfiel.
2015 spielte er wieder regelmäßig und erreichte das erste Mal in Buenos Aires wieder ein Halbfinale. Dieses erreichte er auch in Kitzbühel, ehe er sich für zwei Turniere zurück auf die Challenger Tour begab. Hier gewann er in Genua seinen fünften Challenger-Titel. Am Jahresende stand er auf Platz 73 der Weltrangliste.
2016 erreichte er nach Siegen über die Top-Ten-Spieler Jo-Wilfried Tsonga und David Ferrer das Finale in Buenos Aires, verlor dieses aber knapp gegen Dominic Thiem in drei Sätzen. Auch in Estoril zog er ins Finale ein. Hier setzte er sich gegen Pablo Carreño Busta durch und gewann seinen 13. und letzten Karrieretitel. In Paris und New York bei den Grand-Slams verabschiedete er sich jeweils in der dritten, in Wimbledon in der zweiten Runde. 2017 verlor Almagro Anfang des Jahres häufig früh. In Rom musste er wegen einer Knieverletzung gegen Nadal frühzeitig aufgeben. Das gleiche Schicksal ereilte ihn bei den French Open, wo er gegen Juan Martín del Potro bis dahin gleichauf lag. Der Argentinier tröstete den enttäuschten Almagro. Im August kehrte Almagro auf die Tour zurück, doch kam 2017 nicht mehr über die zweite Runde eines Turniers hinaus. Auch 2018 spielte der Spanier nur fünf Matches, die er allesamt verlor.
Im April 2019 beendete er deshalb wegen anhaltender Knieprobleme seine Karriere.

### Davis Cup
In seiner Karriere spielte Almagro in drei Jahren für die spanische Davis-Cup-Mannschaft. In dieser hat er eine Bilanz von 8:4. 2012 kam er dabei in allen Begegnungen zum Einsatz und verlor im Finale gegen Frankreich mit 2:3, wobei er selbst beide Partien nicht gewinnen konnte.

## Privates
Almagro wurde im März 2017 Vater eines Sohnes.

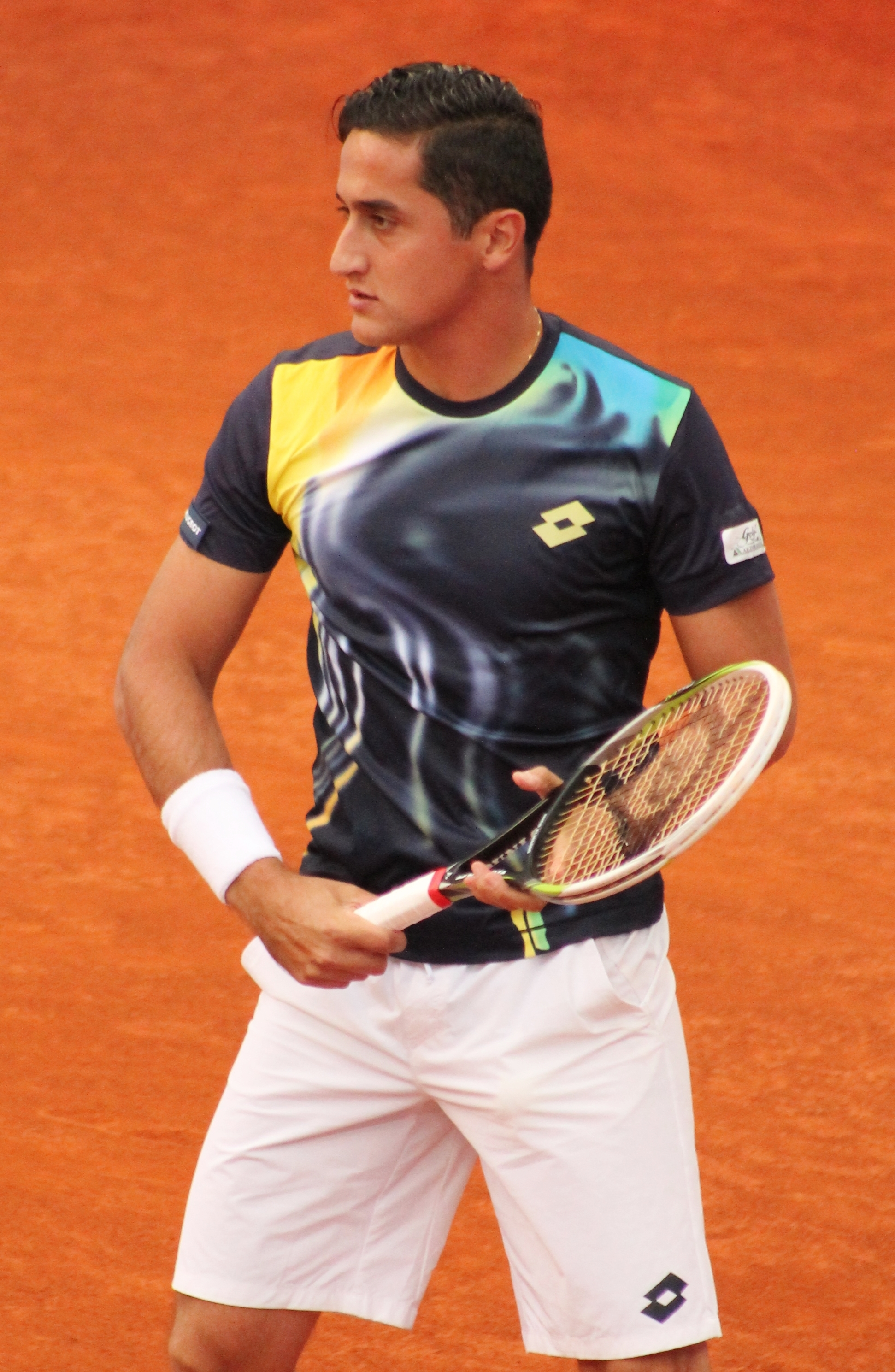
2014 in Madrid

## Erfolge
| Legende (Anzahl der Siege)                           |
| Grand Slam                                           |
| ATP World Tour Finals                                |
| ATP Masters Series ATP World Tour Masters 1000       |
| ATP International Series Gold ATP World Tour 500 (2) |
| ATP International Series ATP World Tour 250 (12)     |
| ATP Challenger Tour (5)                              |

| Titel nach Belag |
| Hartplatz (0)    |
| Sand (14)        |
| Rasen (0)        |

### Einzel

#### Turniersiege

##### ATP Challenger Tour
| Nr. | Datum              | Turnier  | Belag | Finalgegner              | Ergebnis       |
| --- | ------------------ | -------- | ----- | ------------------------ | -------------- |
| 1.  | 20. Juli 2003      | Olbia    | Sand  | Martín Vassallo Argüello | 6:2, 6:3       |
| 2.  | 4. April 2004      | Barletta | Sand  | Tomas Behrend            | 7:5, 6:2       |
| 3.  | 29. August 2004    | Manerbio | Sand  | Francesco Aldi           | 7:65, 6:4      |
| 4.  | 5. September 2004  | Kiew     | Sand  | Jiří Vaněk               | 4:6, 6:3, 6:2  |
| 5.  | 13. September 2015 | Genua    | Sand  | Marco Cecchinato         | 6:71, 6:1, 6:4 |

##### ATP World Tour
| Nr. | Datum            | Turnier             | Belag    | Finalgegner          | Ergebnis        |
| --- | ---------------- | ------------------- | -------- | -------------------- | --------------- |
| 1.  | 17. April 2006   | Valencia (1)        | Sand     | Gilles Simon         | 6:2, 6:3        |
| 2.  | 16. April 2007   | Valencia (2)        | Sand     | Potito Starace       | 4:6, 6:2, 6:1   |
| 3.  | 18. Februar 2008 | Costa do Sauípe (1) | Sand     | Carlos Moyá          | 7:64, 3:6, 7:5  |
| 4.  | 3. März 2008     | Acapulco (1)        | Sand     | David Nalbandian     | 6:1, 7:61       |
| 5.  | 2. März 2009     | Acapulco (2)        | Sand     | Gaël Monfils         | 6:4, 6:4        |
| 6.  | 18. Juli 2010    | Båstad              | Sand     | Robin Söderling      | 7:5, 3:6, 6:2   |
| 7.  | 1. August 2010   | Gstaad              | Sand     | Richard Gasquet      | 7:5, 6:1        |
| 8.  | 12. Februar 2011 | Costa do Sauípe (2) | Sand     | Oleksandr Dolhopolow | 6:3, 7:63       |
| 9.  | 20. Februar 2011 | Buenos Aires        | Sand     | Juan Ignacio Chela   | 6:3, 3:6, 6:4   |
| 10. | 22. Mai 2011     | Nizza (1)           | Sand     | Victor Hănescu       | 6:75, 6:3, 6:3  |
| 11. | 19. Februar 2012 | São Paulo (3)       | Sand (i) | Filippo Volandri     | 6:3, 4:6, 6:4   |
| 12. | 26. Mai 2012     | Nizza (2)           | Sand     | Brian Baker          | 6:3, 6:2        |
| 13. | 1. Mai 2016      | Estoril             | Sand     | Pablo Carreño Busta  | 7:66, 6:75, 6:3 |

#### Finalteilnahmen
| Nr. | Datum            | Turnier          | Belag | Finalgegner       | Ergebnis        |
| --- | ---------------- | ---------------- | ----- | ----------------- | --------------- |
| 1.  | 15. Juli 2007    | Båstad (1)       | Sand  | David Ferrer      | 2:6, 1:6        |
| 2.  | 20. April 2008   | Valencia         | Sand  | David Ferrer      | 6:4, 2:6, 6:72  |
| 3.  | 26. Februar 2011 | Acapulco         | Sand  | David Ferrer      | 6:74, 7:62, 2:6 |
| 4.  | 24. Juli 2011    | Hamburg          | Sand  | Gilles Simon      | 4:6, 6:4, 4:6   |
| 5.  | 26. Februar 2012 | Buenos Aires (1) | Sand  | David Ferrer      | 6:4, 3:6, 2:6   |
| 6.  | 15. Juli 2012    | Båstad (2)       | Sand  | David Ferrer      | 2:6, 2:6        |
| 7.  | 14. April 2013   | Houston (1)      | Sand  | John Isner        | 3:6, 5:7        |
| 8.  | 28. April 2013   | Barcelona        | Sand  | Rafael Nadal      | 4:6, 3:6        |
| 9.  | 13. April 2014   | Houston (2)      | Sand  | Fernando Verdasco | 3:6, 6:74       |
| 10. | 14. Februar 2016 | Buenos Aires (2) | Sand  | Dominic Thiem     | 6:72, 6:3, 6:74 |

### Doppel

#### Turniersiege
| Nr. | Datum          | Turnier   | Belag | Partner        | Finalgegner                | Ergebnis         |
| --- | -------------- | --------- | ----- | -------------- | -------------------------- | ---------------- |
| 1.  | 8. August 2015 | Kitzbühel | Sand  | Carlos Berlocq | Robin Haase Henri Kontinen | 5:7, 6:3, [11:9] |

#### Finalteilnahmen
| Nr. | Datum            | Turnier      | Belag | Partner          | Finalgegner                      | Ergebnis         |
| --- | ---------------- | ------------ | ----- | ---------------- | -------------------------------- | ---------------- |
| 1.  | 22. Februar 2009 | Buenos Aires | Sand  | Santiago Ventura | Marcel Granollers Alberto Martín | 3:6, 7:5, [8:10] |